# Hadromys yunnanensis
Il ratto dello Yunnan (Hadromys yunnanensis  Yang and Wang, 1987) è un roditore della famiglia dei Muridi endemico della provincia cinese dello Yunnan.

## Descrizione

### Dimensioni
Roditore di piccole dimensioni, con la lunghezza della testa e del corpo tra 123 e 140 mm, la lunghezza della coda tra 114 e 132 mm, la lunghezza del piede tra 24 e 27 mm, la lunghezza delle orecchie tra 15 e 20 mm e un peso fino a 77 g.

### Aspetto
La pelliccia è soffice e densa. Le parti superiori sono bruno-grigiastre scure, cosparse di peli nerastri, giallastri e bianchi, il colore tende al rossiccio lungo la schiena. Sono presenti delle chiazze giallastre sulle guance. Le parti ventrali sono bianche. Le zampe sono lunghe e sottili. La coda è più corta della testa e del corpo, è marrone sopra e bianca sotto.

## Biologia

### Comportamento
È una specie terricola.

## Distribuzione e habitat
Questa specie è diffusa nella provincia cinese dello Yunnan occidentale.
Vive ad altitudine tra 970 e 1.300 metri di altitudine.

## Conservazione
La IUCN Red List, considerato che ci sono poche informazioni circa l'estensione del suo areale, lo stato della popolazione e i requisiti ecologici, classifica H.yunnanensis come specie con dati insufficienti (DD).